# Boulia, Queensland
Boulia este o localitate în statul Queensland, Australia.